# Dermot z Inis Clothrann
Svatý Dermot z Inis Clothrann či Dermot Spravedlivý (také známý jako Diermit, Dhiarmuit, Dermod, Diermedus, Diermetus, Diermitius, Diermitius) byl irský opat.

## Život
Pocházel z knížecího rodu. Byl potomkem krále Nath Í mac Fiachracha. Jeho otec byl Lugna syn Lugada a jeho matka Dediva dcera Trena. Byl bratrem svatého Senana, Caillína několika dalších.
Kolem roku 530 nechal postavit klášter a sedm kostelů na ostrově Inchcleraun (Inis Clothrann). Byl velikým kazatelem a duchovním učitelem svatého Kierana z Clonmacnoise.
Zemřel asi roku 542.
Jeho svátek se slaví 10. ledna.